# برادران لیتون: اتاق راز
برادران لیتون: اتاق راز (انگلیسی: Layton Brothers: Mystery Room) یک بازی ویدئویی ماجراجویی پازل تک‌نفره برای سکوهای آی‌اواس و اندروید می‌باشد که توسط ماتریکس سافت‌ویر توسعه و لول-۵ نشر پیدا کرده‌است.
این بازی که جزوی از سری پروفسور لیتون می‌باشد، اولین بار در ۲۱ سپتامبر ۲۰۱۲ و به صورت توزیع دیجیتال منتشر شد.